# Stanisław Wójcicki (profesor)
Stanisław Wójcicki (ur. 13 lutego 1922 w Warszawie, zm. 26 stycznia 2009 w Spokane, stan Waszyngton, Stany Zjednoczone) – polski uczony, specjalista w zakresie spalania na Wydziale Mechanicznym Energetyki i Lotnictwa Politechniki Warszawskiej, profesor doktor inżynier. 

## Życiorys
Syn Aleksandra i Elżbiety. Podczas II wojny światowej uczęszczał na tajne komplety, po zakończeniu działań wojennych kontynuował naukę na Politechnice Łódzkiej, gdzie w 1946 uzyskał tytuł magistra inżyniera. Następnie powrócił do Warszawy, gdzie podjął pracę naukową na Politechnice Warszawskiej. W 1955 obronił doktorat, od 1957 do 1964 był docentem. W 1964 został profesorem nadzwyczajnym i przeszedł do Instytutu Techniki Cieplnej Wydziału Energetyki i Lotnictwa PW, równocześnie w latach 1964-1968 pracował w Instytucie Lotnictwa, gdzie przewodniczył Radzie Naukowej. Od 1969 do 1981 kierował Katedrą Silników Lotniczych. Od 1972 był przewodniczącym Sekcji Spalania Polskiej Akademii Nauk, od 1973 był profesorem zwyczajnym, w latach 1973-1976 pełnił funkcję wicedyrektora Instytutu Techniki Cieplnej. W 1981 wyjechał na stałe do Stanów Zjednoczonych, gdzie otrzymał stanowisko profesora i wykładowcy w School of Mechanical Engineering na Uniwersytecie Stanowym Waszyngton w Pullman. W 1992 przeszedł na emeryturę, ale kontynuował pracę w Department of Agriculture and Mechanical Engineering & Material Science Department. 
Profesor Stanisław Wójcicki zajmował się spalaniem paliwa w silnikach pulsacyjnych, strumieniowych i rakietowych. Kierował zespołem, który opracował szereg silników pulsacyjnych, strumieniowych, m.in. do napędu śmigłowca doświadczalnego Trzmiel, nadzorował również prace z dziedziny techniki rakietowej, m.in. kierowany pocisk przeciwpancerny Diament.